# Rhamphocephalus
Rhamphocephalus (лат.) — род птерозавров, живший в середине юрского периода (167,7—157,3 млн лет назад) на территории современной Англии. Название собрано из двух греческих слов ῥάμφος, ramphos — «клюв» и κεφαλή, kephalē — «голова». Челюсти и фрагменты крыла найдены в батском ярусе Стоунсфилдских сланцев, Глостершир, Англия.

## Классификация
- † Rhamphocephalus prestwichi Seeley, 1880